# Football Club Pastore
Il Football Club Pastore fu una squadra di calcio italiana militante in massima serie negli anni venti con sede a Torino.

## Storia
Il Pastore F.C. fu fondato il 30 aprile 1915.. La sede era a Torino. Il primo presidente fu Giuseppe Rinaldi, mentre il primo campo di gioco si trovava nelle vicinanze della Barriera di Francia (odierna piazza Bernini); la maglia era bianca con uno stellone blu.
Il debutto in Prima Categoria avvenne nella stagione 1919-1920, anno in cui i torinesi arrivarono quinti (su sei) nel girone B piemontese. Le cose non andarono meglio neanche nella stagione successiva con i torinesi sempre quinti (stavolta nel girone A piemontese) e eliminati. In quella stagione la retrocessione in Promozione venne evitata grazie a una decisiva vittoria per 2-1 in trasferta sul Carignano, sesto e ultimo, che retrocedette.
Nella stagione 1921-1922 il Pastore, approfittò dell'assenza delle 24 maggiori squadre del nord che, interessate a cambiare radicalmente lo svolgimento della stagione sportiva, si staccarono dalla FIGC e crearono una federazione indipendente (la C.C.I.) e un campionato proprio, confermando la propria iscrizione in Prima Categoria arrivando terzo su cinque squadre partecipanti nel girone piemontese.
Nella stessa stagione prese parte alla prima edizione della Coppa Italia, venendo eliminato al primo turno dalla Valenzana (2-0 a tavolino per rinuncia).
Nell'estate 1922 però fu costretto dal Compromesso Colombo a disputare degli spareggi per evitare la retrocessione in Seconda Divisione. Nel turno preliminare FIGC il Pastore affrontò il Viareggio; la partita non ebbe storia e i viareggini furono travolti per 4-0.
Nell'ultimo turno il Pastore affrontò i liguri dello Spezia, che nella stagione precedente avevano disputato il campionato CCI. La gara d'andata finì 1-1 ma nella gara di ritorno a Torino i piemontesi riuscirono nell'impresa di vincere 2-1 riuscendo a salvarsi.
La stagione 1922-1923 fu però l'ultima in Prima Divisione per il club che, arrivando penultimo nel girone C della Lega Nord, venne retrocesso in Seconda Divisione.
Nel corso della stagione 1923-1924 il Pastore partecipò al campionato di Seconda Divisione e si classificò sesto nel girone A: avrebbe dovuto retrocedere direttamente, ma fu successivamente ammesso a partecipare a una gara di qualificazione per il mantenimento della categoria. Perse 2-0 la qualificazione con la Monfalconese CNT.
Nella stagione successiva (1924-1925) il Pastore fu primo nel girone B della Terza Divisione piemontese e si qualificò terzo nelle finali regionali, dietro FIAT e Intrese.
La società, terminato il campionato di Terza Divisione 1924-1925, non continuò l'attività sportiva a livello regionale facendo una triste fine. Le venne impedito in tutti i modi di continuare l'attività sportiva. Le fu negato prima di tutto un terreno di gioco, poi, subendo il sistematico ostracismo da parte di tutte le associazioni sportive e gli enti federali su ordine delle autorità fasciste, fu esclusa da ogni manifestazione sportiva.